# Xã Bourbois, Quận Gasconade, Missouri
Xã Bourbois (tiếng Anh: Bourbois Township) là một xã thuộc quận Gasconade, tiểu bang Missouri, Hoa Kỳ. Năm 2010, dân số của xã này là 526 người.